# Großdombra
Großdombra je naselje v Občini Milje v Okraju Špital ob Dravi  na Koroškem v Avstriji.